# Мастигас
Мастигас (Мастина, Мастиес) (греч. Μαστίγας or Μαστίνας, пр. 535—541) — правитель Мавро-Римского царства, наследник Масуны. Во время правления Мастиги Мавро-Римское королевство управляло почти всей древней римской провинцией Мавретания Цезарийская, за исключением бывшей столицы Кесарии, которая принадлежала Восточной Римской империи. Мастигас объединится с правителем Царства Аврасии Иуаудой в попытке захватить территорию у других более мелких берберских царств.

## Правление
Мастигас правил берберами Мавритании Цезарейской в конце 530-х годов, сменив Масуну. Восточно-римский историк Прокопий Кесарийский — единственный источник, упоминающий Мастигу и других местных правителей во второй книге «Вандальской войны». Мастигас контролировал большую часть бывшей римской провинции, за исключением её столицы Кесарии, которая находилась во владении вандалов, а затем была отвоевана Восточной Римской империей под предводительством Велизария в 533 году.
Южная Нумидия, известная как Королевство Ауресов, находилась под властью короля Иуады. Хотя последний был врагом Масуны, а большая часть бывшей провинции Мавретания Ситифенсис находилась под властью союзного Масуне короля Ортайи, Мастигас объединился с Иуаудой в попытке захватить его территории. Иаудас будет побежден Восточной Римской империей, но основная часть Мавритания не подвергнется её атакам Восточной Римской империи, возможно, из-за того, что она расположена дальше от африканской столицы Карфагена. Царство служило убежищем для мавров и мятежных римлян, таких как Стотза. Стотца женился на дочери местного аристократа (возможно, дочери Мастиги или Масуны) и якобы был назван новым царём в 541 году.
В 539 году назначенный преторианским префектом Африки Соломон, преследуя царя Оресты Иауду, вторгся в Мавро-Римское царство, нанёс поражение Мастиге и установил власть на прибрежной территории бывшей римской провинции Мавритании Первой. Берберы были отодвинуты вглубь континента, в Нумидии и Мавритании Цезарийской по его приказу была построена сеть крепостей.
Подобно правителям варварских королевств, Мастигас чеканил монеты со своей монограммой, а также с портретом императора Восточной Римской империи Юстиниана I.